# 二戶車站
二戶車站（日语：／ Ninohe eki */?）是一個位於日本岩手縣二戶市石切所，由東日本旅客鐵道（JR東日本）與IGR岩手銀河鐵道（IGRいわて銀河鉄道）所共用的鐵路車站。二戶車站是JR東日本所屬的東北新幹線與IGR岩手銀河鐵道所擁有的岩手銀河鐵道線之交會車站，也是所在地二戶市的主車站。
本站在1891年設置之初原名福岡車站，後又在1921年時改名北福岡車站，目前的「二戶」之站名則是到1987年時才開始啟用。相反的，位於九州北部的福岡市境內並不存在任何命名為「福岡」的鐵路車站，福岡市的主車站實際上是根據所在地的舊名，而命名為「博多」。

## 車站結構
兩間公司的車站均為跨站式站房。

### JR東日本
對向式月台2面2線的地面車站。不設通過線，因此設有月台閘門。

#### 月台配置
| 月台 | 路線               | 方向 | 目的地                       |
| ---- | ------------------ | ---- | ---------------------------- |
| 1    | 東北、北海道新幹線 | 上行 | 盛岡、仙台、東京方向         |
| 2    | 東北、北海道新幹線 | 下行 | 八戶、新青森、新函館北斗方向 |

### IGR岩手銀河鐵道
側式月台1面1線與島式月台1面2線，合計2面3線的地面車站。

#### 月台配置
| 月台 | 路線            | 方向 | 目的地         | 備註                |
| ---- | --------------- | ---- | -------------- | ------------------- |
| 1、2 | ■岩手銀河鐵道線 | 上行 | 一戶、盛岡方向 | 2號月台為待避、始發 |
| 2、3 | ■岩手銀河鐵道線 | 下行 | 三戶、八戶方向 | 2號月台為待避、始發 |

## 相鄰車站
※新幹線的停車站參見各列車記事。
東日本旅客鐵道
東北、北海道新幹線
岩手沼宮內－二戶－八戶
 IGR岩手銀河鐵道
■岩手銀河鐵道線
一戶－二戶－斗米

## 外部連結
- （日語）二戶車站（JR東日本）（页面存档备份，存于）
- JR東日本－各站乘客統計（2012年）（页面存档备份，存于）

40°15′35″N 141°17′9″E / 40.25972°N 141.28583°E